# Agylla basiflava
Agylla basiflava là một loài bướm đêm thuộc phân họ Arctiinae, họ Erebidae.